# Aversión a la pérdida

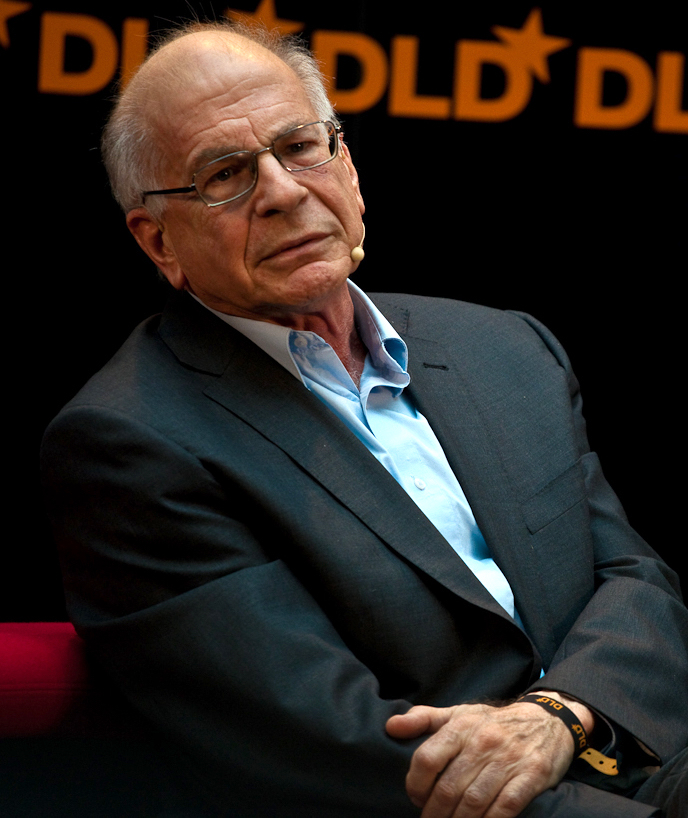
Daniel Kahneman

En economía y teoría de la decisión, la aversión a la pérdida se refiere a la fuerte tendencia de la gente a preferir evitar pérdidas monetarias antes que conseguir ganancias monetarias equivalentes: Las pérdidas pesan mucho más que las ganancias. La aversión a la pérdida forma parte de la teoría prospectiva (o de las perspectivas), desarrollada en 1979 por los psicólogos Daniel Kahneman (Premio en Ciencias Económicas en memoria de Alfred Nobel en 2002) y Amos Tversky. Sus estudios sugieren que las pérdidas son valoradas psicológicamente entre 1,5 y 2,5 veces más intensamente que las ganancias.

## Comparación con la teoría económica clásica
La teoría económica estándar asume que la utilidad de los individuos es una función de su riqueza monetaria: Cuanto más rico se es, más utilidad se obtiene. Asimismo, esta función de utilidad del dinero se suele asumir cóncava (ver aversión al riesgo). La concavidad implica que el incremento de utilidad o utilidad marginal de cada unidad monetaria adicional de riqueza es decreciente: Cuanto más rico se es, menos se valora un euro adicional de riqueza. Así, pasar de tener x a tener x + 1 da más utilidad marginal que pasar de 2x a 2x + 1.  
En la teoría prospectiva de Kahneman y Tversky, los individuos no están motivados por su riqueza total, sino por las variaciones de esta, es decir, por las pérdidas y ganancias con respecto a un punto de referencia (que suele asumirse que es la riqueza inicial del individuo). En esta teoría, el valor psicológico de las ganancias y las pérdidas viene representado por la función de valor (ver gráfica), con dos partes en torno al punto de referencia. Un aspecto destacable de la curva es su forma de S, la cual representa la disminución de la sensibilidad a las ganancias y las pérdidas. También es evidente que las dos curvas de la S no son simétricas. La pendiente de la curva cambia de manera abrupta en el punto de referencia, aumenta la verticalidad en el cuadrante de las pérdidas: la respuesta a las pérdidas es más potente que la respuesta a las ganancias correspondientes. Esto es la aversión a la pérdida.

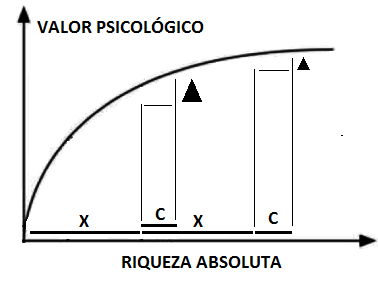
Función de utilidad de la riqueza según la teoría económica clásica. La utilidad marginal de un incremento de riqueza c (ver triángulos) es menor cuanto más riqueza posee el individuo.

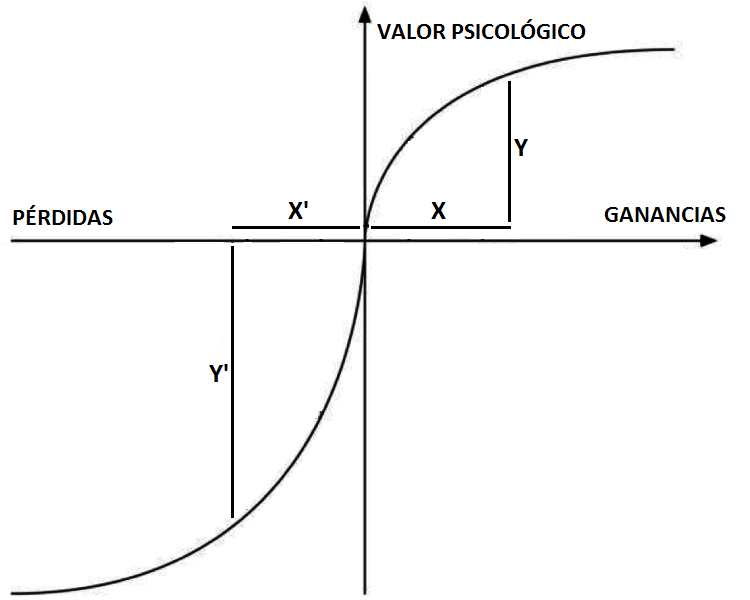
Teoría prospectiva: función de valor psicológico de ganancias y pérdidas monetarias

## Ejemplos ilustrativos
Considere una apuesta A con dos posibles resultados: ganar 1000 Euros ( 90% de probabilidad) o perder 2000 Euros (10%). Dos individuos 1 y 2 juegan a esta apuesta con los siguientes resultados:
El individuo 1 parte con una riqueza de 5000$ y tras jugar A pierde 2000$. Su riqueza final es de 3000$.
El individuo 2 parte con una riqueza de 1000$ y tras jugar A gana 1000$. Su riqueza final es de 2000$. 
¿Qué individuo está más satisfecho o reporta mayor utilidad después de haber jugado A? El modelo económico clásico señalaría al individuo 1, puesto que su riqueza final es mayor que la del individuo 2. La teoría prospectiva apuntaría por el contrario al individuo 2, que se ha visto favorecido. Este ejemplo sugiere que la riqueza final no es un marcador adecuado de los cambios en el valor psicológico.
Considere ahora otra apuesta B con dos posibles resultados: 50% de ganar 1000$ o 50% de perder 800$. ¿Aceptaría jugar la lotería B? Los resultados indican rotundamente que no, pero esta evidencia no la puede explicar la teoría económica clásica puesto que el valor esperado de la lotería B tiene una ganancia de 100$ (0.5x1000)-(0.5x800). Por el contrario, la aversión a la pérdida de Kahneman y Tversky sí explica este resultado: es más dolorosa la pérdida que la ganancia, incluso en ocasiones donde la ganancia es mayor a la pérdida.
Finalmente, considere los siguientes problemas:
Problema 1: recibir 900$ o el 90% de posibilidades de ganar 1000$
Problema 2: perder 900$ o el 90% de posibilidades de perder 1000$
Los resultados indican por amplia mayoría la opción segura en el problema 1 y la opción con incertidumbre en el problema 2. En el problema 1, tanto la teoría económica clásica como la teoría de las perspectivas coinciden en escoger la opción segura, recibir 900$. Ambas explican la aversión al riesgo entre dos opciones. La divergencia entre ambas teorías aparece en el problema 2. La teoría económica clásica escogería la opción segura, perder 900$. En cambio la teoría de las perspectivas optaría por el riesgo. En situaciones de pérdidas, la teoría de Kahneman y Tversky afirma que los individuos son amantes del riesgo.

## Implicaciones
La aversión a la pérdida parece jugar un papel en la explicación de numerosos fenómenos sociales. En un proceso de negociación sindical, por ejemplo, es difícil concretar acuerdos debido a la aversión a la pérdida. La causa es que las partes negociadoras se mostrarán contrarias a hacer concesiones a cambio de otros beneficios, puesto que sienten la pérdida de forma más dolorosa que una ganancia de similar cuantía. Por poner un segundo ejemplo: En una campaña política, la medida de subir o bajar los impuestos no provoca el mismo efecto entre los votantes. La aversión a la pérdida supone que una subida de impuestos provoque una respuesta (negativa) más intensa que la que pudiera provocar una bajada de impuestos de la misma cuantía